# ダクチリシン
ダクチリシン(Dactylysin、EC 3.4.24.60)は、酵素である。この酵素は、少なくとも6残基からなるペプチドの、P1'位の嵩高い疎水性残基の結合を加水分解する反応を触媒する。特にソマトスタチン-(1-14)-ペプチドの-Phe-Phe-結合やダイノルフィンA-(1-6)-ペプチドの-Phe-Leu-結合等、疎水性残基が2つ連続で続く結合を選択的に分解する。
この酵素は、アフリカツメガエルの皮膚に存在する。